# Red Lake Falls
Red Lake Falls är administrativ huvudort i Red Lake County i Minnesota. Red Lake Falls hade 1 427 invånare enligt 2010 års folkräkning.